# Married at First Sight
Married at First Sight is een televisieprogramma dat in meerdere landen wordt uitgezonden, al dan niet onder dezelfde titel. Van origine is het een Deens programma; Gift Ved Første Blik. In Vlaanderen heet het programma Blind Getrouwd.
De Nederlandse versie wordt geproduceerd door ITV Studios en wordt uitgezonden door RTL 4. De presentatie was van 2016 tot 2019 in handen van Peter van der Vorst. Hij werd begin 2020 opgevolgd door Carlo Boszhard. In het vijfde, zesde, achtste en negende seizoen werd het programma twee keer per week uitgezonden. Sinds 2020 start het programma in de eerste week van het kalenderjaar. In 2024 startte het programma echter in de tweede week van het kalenderjaar. In 2025 werd het programma echter niet aan het begin van het kalenderjaar, maar pas in april en mei uitgezonden. Het werd ook niet twee, maar drie keer per week, op dinsdag, woensdag en donderdag, uitgezonden. Hierdoor duurde dit seizoen tevens slechts zes weken in plaats van tien.

## Format
Elke volwassene kan zich aanmelden. Het programmateam koppelt een deel van de kandidaten aan elkaar. Hiervoor worden zogenaamde experts ingeschakeld, waaronder psychologen. De stellen ontmoeten elkaar voor het eerst op hun eigen bruiloft. Daarna volgt de huwelijksnacht en gaan ze op huwelijksreis, per echtpaar op een verschillende locatie, die wordt bekendgemaakt voorafgaand aan de huwelijksnacht. Vanaf het achtste seizoen gaan de experts mee naar de locaties van de huwelijksreis.
Vanaf seizoen 4 wonen de stellen na hun huwelijksreis gedurende enkele weken samen. Vanaf seizoen 6 gaan de koppels een weekend met zijn allen op het zogenaamde koppelsweekend. Aan het einde van het seizoen vertellen de koppels of ze gehuwd willen blijven of willen scheiden. 
Ook kan het gebeuren dat een huwelijk voortijdig wordt beëindigd. Dit kan bijvoorbeeld gebeuren door voortdurende ruzie of als een van de leden van het koppel het om een andere reden niet ziet zitten om nog verder te gaan. In dat geval kan het zijn dat uit de overgebleven aanmeldingen door de experts een nieuw koppel wordt samengesteld om het gat op te vullen. Dit koppel gaat dan trouwen en maakt vervolgens het seizoen af. Dit gebeurde voor het eerst in seizoen 8. Ook kan het dan zijn dat een koppel hierdoor voortijdig afvalt zonder te worden vervangen. Als een koppel het huwelijk voortijdig wil beëindigen kan dit worden aangegeven bij de experts en presentator Carlo Boszhard en dan krijgt het koppel een eindgesprek waarbij het de trouwringen kan inleveren.

## Seizoensoverzicht
| Seizoen | Uitzendtijden                           | Presentatie         | Aantal afleveringen | Start seizoen    | Start seizoen | Einde seizoen    | Einde seizoen | Gemiddelde kijkcijfers |
| Seizoen | Uitzendtijden                           | Presentatie         | Aantal afleveringen | Datum            | Kijkcijfers   | Datum            | Kijkcijfers   | Gemiddelde kijkcijfers |
| ------- | --------------------------------------- | ------------------- | ------------------- | ---------------- | ------------- | ---------------- | ------------- | ---------------------- |
| 1       | Dinsdag 20:30 – 21:30 uur               | Peter van der Vorst | 7                   | 1 maart 2016     | 1.017.000     | 12 april 2016    | 1.154.000     | 1.054.000              |
| 2       | Dinsdag 20:30 – 21:30 uur               | Peter van der Vorst | 8                   | 28 februari 2017 | 971.000       | 18 april 2017    | 1.262.000     | 1.065.250              |
| 3       | Dinsdag 20:30 – 21:30 uur               | Peter van der Vorst | 8                   | 27 februari 2018 | 953.000       | 17 april 2018    | 1.087.000     | 999.375                |
| 4       | Zondag 21:00 – 22:30 uur                | Peter van der Vorst | 10                  | 7 april 2019     | 980.000       | 9 juni 2019      | 964.000       | 1.075.300              |
| 5       | Maandag en dinsdag 20:30 – 21:30 uur    | Carlo Boszhard      | 16                  | 6 januari 2020   | 844.000       | 25 februari 2020 | 1.121.000     | 1.007.125              |
| 6       | Maandag en dinsdag 20:30 – 22:00 uur    | Carlo Boszhard      | 15                  | 5 januari 2021   | 1.037.000     | 23 februari 2021 | 1.269.000     | 1.209.333              |
| 7       | Dinsdag 20:30 – 22:00 uur               | Carlo Boszhard      | 20                  | 4 januari 2022   | 1.018.000     | 11 mei 2022      | 870.000       | 949.500                |
| 8       | Dinsdag en woensdag 20:30 – 22:00 uur   | Carlo Boszhard      | 21                  | 3 januari 2023   | 1.017.000     | 8 maart 2023     | 908.000       | 931.905                |
| 9       | Dinsdag en woensdag 20:30 – 22:00 uur   | Carlo Boszhard      | 22                  | 16 januari 2024  | 1.321.000     | 27 maart 2024    | 1.137.000     | 1.141.000              |
| 10      | Dinsdag t/m donderdag 20:30 – 22:00 uur | Carlo Boszhard      | 18                  | 8 april 2025     | 1.207.000     | 15 mei 2025      | 910.000       | 976.833                |

### Resultaten
| Seizoen | Koppels | Resultaat |
| ------- | ------- | --- |
| 1       | 4       | Eén koppel bleef getrouwd. |
| 2       | 4       | Eén koppel bleef getrouwd. |
| 3       | 4       | Alle koppels gingen scheiden.                                                                                                  |
| 4       | 5       | Twee koppels bleven getrouwd. Kort na de opnames gingen ook deze koppels scheiden.                                             |
| 5       | 6       | Twee koppels bleven getrouwd. Kort na de opnames gingen ook deze koppels scheiden.                                             |
| 6       | 6       | Twee koppels bleven getrouwd. Kort na de opnames gingen ook deze koppels scheiden.                                             |
| 7       | 7       | Twee koppels bleven getrouwd. Eén niet-getrouwd koppel bleef bij elkaar maar ging kort na de opnames uit elkaar.               |
| 8       | 7       | Vier koppels bleven getrouwd. Kort na de opnames gingen drie van de vier koppels scheiden.                                     |
| 9       | 7       | Twee koppels bleven getrouwd. Kort na de opnames ging een van de twee koppels scheiden. Later scheidde nog een koppel.         |
| 10      | 7       | Drie koppels bleven getrouwd. Twee koppels zijn nog steeds samen. Een koppel is binnen 4 maanden na opnames alsnog gescheiden. |

Aan het einde van seizoen 10 (2025) zijn 6 van de 57 koppels nog steeds getrouwd.

## Resultaten per seizoen

### Seizoen 1
De koppels:
| # | Koppel   | Geslacht | Definitieve beslissing | Huidige status |
| - | -------- | -------- | ---------------------- | -------------- |
| 1 | Patty    | ♀        | Ja                     | Getrouwd       |
| 1 | Bram     | ♂        | Ja                     | Getrouwd       |
| 2 | Nathalie | ♀        | Nee                    | Gescheiden     |
| 2 | Yori     | ♂        | Nee                    | Gescheiden     |
| 3 | Chantal  | ♀        | Nee                    | Gescheiden     |
| 3 | Sander   | ♂        | Nee                    | Gescheiden     |
| 4 | Linda    | ♀        | Nee                    | Gescheiden     |
| 4 | Erik     | ♂        | Nee                    | Gescheiden     |

### Seizoen 2
De koppels:
| # | Koppel  | Geslacht | Definitieve beslissing | Huidige status |
| - | ------- | -------- | ---------------------- | -------------- |
| 1 | Chantal | ♀        | Ja                     | Getrouwd       |
| 1 | Nikolai | ♂        | Ja                     | Getrouwd       |
| 2 | Renate  | ♀        | Nee                    | Gescheiden     |
| 2 | Johan   | ♂        | Nee                    | Gescheiden     |
| 3 | Simon   | ♂        | Nee                    | Gescheiden     |
| 3 | Anthony | ♂        | Nee                    | Gescheiden     |
| 4 | Chantal | ♀        | Nee                    | Gescheiden     |
| 4 | Jeroen  | ♂        | Nee                    | Gescheiden     |

### Seizoen 3
De koppels:
| # | Koppel   | Geslacht | Definitieve beslissing | Huidige status |
| - | -------- | -------- | ---------------------- | -------------- |
| 1 | Elisa    | ♀        | Nee                    | Gescheiden     |
| 1 | Yordi    | ♂        | Nee                    | Gescheiden     |
| 2 | Tamara   | ♀        | Nee                    | Gescheiden     |
| 2 | Ron      | ♂        | Nee                    | Gescheiden     |
| 3 | Patrick  | ♂        | Nee                    | Gescheiden     |
| 3 | Bas      | ♂        | Nee                    | Gescheiden     |
| 4 | Christel | ♀        | Nee                    | Gescheiden     |
| 4 | Marcel   | ♂        | Nee                    | Gescheiden     |

### Seizoen 4
De koppels:
| # | Koppel  | Geslacht | Definitieve beslissing | Huidige status |
| - | ------- | -------- | ---------------------- | -------------- |
| 1 | Bo      | ♀        | Nee                    | Gescheiden     |
| 1 | Nick    | ♂        | Nee                    | Gescheiden     |
| 2 | Mirjam  | ♀        | Nee                    | Gescheiden     |
| 2 | Pascal  | ♂        | Nee                    | Gescheiden     |
| 3 | Monique | ♀        | Nee                    | Gescheiden     |
| 3 | Ronald  | ♂        | Nee                    | Gescheiden     |
| 4 | Milly   | ♀        | Ja                     | Gescheiden     |
| 4 | Joost   | ♂        | Ja                     | Gescheiden     |
| 5 | Paul    | ♂        | Ja                     | Gescheiden     |
| 5 | Peter   | ♂        | Ja                     | Gescheiden     |

### Seizoen 5
De koppels:
| # | Koppel   | Geslacht | Definitieve beslissing | Huidige status |
| - | -------- | -------- | ---------------------- | -------------- |
| 1 | Chantal  | ♀        | Nee                    | Gescheiden     |
| 1 | Henk     | ♂        | Nee                    | Gescheiden     |
| 2 | José     | ♀        | Ja                     | Gescheiden     |
| 2 | Ferry    | ♂        | Ja                     | Gescheiden     |
| 3 | Kimberly | ♀        | Nee                    | Gescheiden     |
| 3 | Robin    | ♂        | Nee                    | Gescheiden     |
| 4 | Chantal  | ♀        | Nee                    | Gescheiden     |
| 4 | Ingeborg | ♀        | Nee                    | Gescheiden     |
| 5 | Jeroen   | ♂        | Nee                    | Gescheiden     |
| 5 | Antoine  | ♂        | Nee                    | Gescheiden     |
| 6 | Sanne    | ♀        | Ja                     | Gescheiden     |
| 6 | Thierry  | ♂        | Ja                     | Gescheiden     |

### Seizoen 6
De koppels:
| # | Koppel  | Geslacht | Definitieve beslissing | Huidige status |
| - | ------- | -------- | ---------------------- | -------------- |
| 1 | Sylvia  | ♀        | Ja                     | Gescheiden     |
| 1 | Freddy  | ♂        | Ja                     | Gescheiden     |
| 2 | Susan   | ♀        | Nee                    | Gescheiden     |
| 2 | Bert    | ♂        | Nee                    | Gescheiden     |
| 3 | Daisy   | ♀        | Nee                    | Gescheiden     |
| 3 | Mick    | ♂        | Nee                    | Gescheiden     |
| 4 | Monique | ♀        | Ja                     | Gescheiden     |
| 4 | Aron    | ♂        | Ja                     | Gescheiden     |
| 5 | Lizzy   | ♀        | Nee                    | Gescheiden     |
| 5 | Lars    | ♂        | Nee                    | Gescheiden     |
| 6 | Danny   | ♂        | Nee                    | Gescheiden     |
| 6 | Rein    | ♂        | Nee                    | Gescheiden     |

### Seizoen 7
De koppels:
| # | Koppel   | Geslacht | Definitieve beslissing | Huidige status |
| - | -------- | -------- | ---------------------- | -------------- |
| 1 | Astrid   | ♀        | Nee                    | Gescheiden     |
| 1 | Sander   | ♂        | Nee                    | Gescheiden     |
| 2 | Rowan    | ♀        | Ja                     | Getrouwd       |
| 2 | Astleigh | ♂        | Ja                     | Getrouwd       |
| 3 | Maurice  | ♂        | Ja                     | Gescheiden     |
| 3 | Dennis   | ♂        | Ja                     | Gescheiden     |
| 4 | Sonny    | ♂        | Ja                     | Getrouwd       |
| 4 | Dylan    | ♂        | Ja                     | Getrouwd       |
| 5 | Caroline | ♀        | Nee                    | Gescheiden     |
| 5 | Joep     | ♂        | Nee                    | Gescheiden     |
| 6 | Kim      | ♀        | Nee                    | Gescheiden     |
| 6 | Antoine  | ♂        | Nee                    | Gescheiden     |
| 7 | Birgitte | ♀        | Nee                    | Gescheiden     |
| 7 | Jan      | ♂        | Nee                    | Gescheiden     |

Maurice was eerst gekoppeld aan Arjan, maar Arjan besloot voortijdig te stoppen. Maurice kreeg de mogelijkheid om te daten met 3 mannen die volgens de testen een hoge matchscore hadden. Uiteindelijk koos Maurice voor Dennis.

### Seizoen 8
De koppels:
| # | Koppel     | Geslacht | Definitieve beslissing | Huidige status |
| - | ---------- | -------- | ---------------------- | -------------- |
| 1 | Nicole     | ♀        | Nee                    | Gescheiden     |
| 1 | Martijn    | ♂        | Nee                    | Gescheiden     |
| 2 | François   | ♂        | Nee                    | Gescheiden     |
| 2 | Wilfred    | ♂        | Nee                    | Gescheiden     |
| 3 | Richelle   | ♀        | Ja                     | Gescheiden     |
| 3 | Maarten    | ♂        | Ja                     | Gescheiden     |
| 4 | Loes       | ♀        | Ja                     | Gescheiden     |
| 4 | Wichian    | ♂        | Ja                     | Gescheiden     |
| 5 | Paula      | ♀        | Nee                    | Gescheiden     |
| 5 | Remco      | ♂        | Nee                    | Gescheiden     |
| 6 | Laura      | ♀        | Ja                     | Gescheiden     |
| 6 | Cathalijne | ♀        | Ja                     | Gescheiden     |
| 7 | Patricia   | ♀        | Ja                     | Gescheiden     |
| 7 | Stephan    | ♂        | Ja                     | Gescheiden     |

In seizoen 8 verliet voor het eerst een koppel voortijdig het programma. Martijn en Nicole kregen voortdurend ruzie met elkaar en besloten al na vier weken te scheiden. Ze werden vervangen door het bonuskoppel Patricia en Stephan.

### Seizoen 9
De koppels:
| # | Koppel   | Geslacht | Definitieve beslissing | Huidige status |
| - | -------- | -------- | ---------------------- | -------------- |
| 1 | Malou    | ♀        | Nee                    | Gescheiden     |
| 1 | Sarath   | ♂        | Nee                    | Gescheiden     |
| 2 | Jantine  | ♀        | Ja                     | Gescheiden     |
| 2 | Jeppe    | ♂        | Ja                     | Gescheiden     |
| 3 | Kim      | ♀        | Nee                    | Gescheiden     |
| 3 | David    | ♂        | Nee                    | Gescheiden     |
| 4 | Anneke   | ♀        | Nee                    | Gescheiden     |
| 4 | Dirk     | ♂        | Nee                    | Gescheiden     |
| 5 | Jerney   | ♀        | Ja                     | Gescheiden     |
| 5 | Jeffrey  | ♂        | Ja                     | Gescheiden     |
| 6 | Suzanne  | ♀        | Nee                    | Gescheiden     |
| 6 | Bastiaan | ♂        | Nee                    | Gescheiden     |
| 7 | Erik     | ♂        | Nee                    | Gescheiden     |
| 7 | Gerben   | ♂        | Nee                    | Gescheiden     |

### Seizoen 10
De koppels:
| # | Koppel   | Geslacht | Definitieve beslissing | Huidige status |
| - | -------- | -------- | ---------------------- | -------------- |
| 1 | Femke    | ♀        | Nee                    | Gescheiden     |
| 1 | Olof     | ♂        | Nee                    | Gescheiden     |
| 2 | Mariska  | ♀        | Ja                     | Getrouwd       |
| 2 | Peter    | ♂        | Ja                     | Getrouwd       |
| 3 | Dennis   | ♂        | Nee                    | Gescheiden     |
| 3 | Stefan   | ♂        | Nee                    | Gescheiden     |
| 4 | Eva      | ♀        | Nee                    | Gescheiden     |
| 4 | Bram     | ♂        | Nee                    | Gescheiden     |
| 5 | Hinke    | ♀        | Ja                     | Getrouwd       |
| 5 | Giovanni | ♂        | Ja                     | Getrouwd       |
| 6 | Marcella | ♀        | Nee                    | Gescheiden     |
| 6 | Bjorn    | ♂        | Nee                    | Gescheiden     |
| 7 | Svea     | ♀        | Ja                     | Gescheiden     |
| 7 | Joey     | ♂        | Ja                     | Gescheiden     |

## Experts
Seizoen 1 t/m 3
- Patrick van Veen (bioloog)
- Jean-Pierre van de Ven (psycholoog)
- Ingeborg Timmerman (seksuoloog)

Seizoen 4
- Tila Pronk (universitair docent sociale psychologie)
- Marcelino Lopez (psycholoog/relatietherapeut)
- Pablo Bakarbessy (psycholoog, coach en gedragsdeskundige)
- Paulien Timmer (coach/auteur)

Seizoen 5 t/m 6
- Tila Pronk (universitair docent sociale psychologie)
- Marcelino Lopez (psycholoog/relatietherapeut)
- Pablo Bakarbessy (psycholoog, coach en gedragsdeskundige)
- Eveline Stallaart (seksuoloog, psycholoog)

Seizoen 7
- Patrick van Veen (gedragsbioloog)
- Eveline Stallaart (seksuoloog, psycholoog)
- Liselotte Visser (professionele matchmaker)
- Radboud Visser (professionele matchmaker)

Seizoen 8 t/m 9
- Patrick van Veen (gedragsbioloog)
- Eveline Stallaart (seksuoloog, psycholoog)
- Anne Campagne (relatiecoach)
- Radboud Visser (professionele matchmaker)

Seizoen 10
- Eveline Stallaart (seksuoloog, psycholoog)
- Anne Campagne (relatiecoach)
- Lennart Klipp (psycholoog)

## Trouwambtenaren
- Mariëlle Jongmans (2016–heden)
- Walter Vermeer (2019-2021)
- Jeroen Smits (2022)
- Mildred Nijhove (2022)
- Julien Bruins (2022)
- Eelco Schippers (2023)
- Soraya de Bakker (2023–heden)
- Pim de Laat (2024)
- Douwe Hoekstra (2025–heden)

## Trouwlocaties
- Slot Zeist
- Buitenplaats Sparrendaal, Driebergen
- Buitenplaats Amerongen
- Huis Scherpenzeel
- Hotel New York, Rotterdam (seizoen 10)
- Sparrendam, Hoevelaken (seizoen 10)

## Married at First Sight: Second Chance
Nadat meerdere koppels in de voorgaande seizoenen van het oorspronkelijke programma uiteindelijk toch gingen scheiden besloten de makers met een spin-off voor het programma te komen, deze verscheen onder de naam Married at First Sight: Second Chance.
In dit programma gaan drie oud-kandidaten, waarvan hun huwelijken in eerdere seizoenen niet slaagden, opnieuw op zoek naar de ware liefde. In tegenstelling tot het oorspronkelijke programma worden de kandidaten nu niet gekoppeld door experts en stappen ze ook niet gelijk in het huwelijk. Voor elke kandidaat zijn er verschillende deelnemers die zich hebben aangemeld, zij hebben van tevoren een test moeten invullen dus bij de experts zijn de matchscores bekend. De deelnemers stellen zich in eerste instantie voor terwijl de kandidaat hen niet kan zien, diegene wordt dus eerst alleen beoordeeld op de stem en wat hij of zij gezegd heeft. Vervolgens ontmoet de kandidaat de deelnemers tijdens een speeddate ronde. Na deze ronde kiest de kandidaat een aantal deelnemers uit die mee mogen naar een gezamenlijk huis, hier speelt het verder verloop van het programma zich af. Na een aantal dagen in het huis moeten de kandidaten een top 2 of top 3 maken waarmee hij of zij buiten het huis nog op date wil. Aan het einde van het seizoen moet de kandidaat kiezen met welke deelnemer deze door wil gaan of dat hij/zij single wil blijven. De kandidaten worden met de keuzes bijgestaan door de experts.
Het eerste seizoen van het programma ging op 9 maart 2020 exclusief van start op de video on demand-dienst van RTL genaamd Videoland, een aantal maanden later werd besloten het bewuste seizoen vanaf juni 2020 ook op televisie bij RTL 4 uit te zenden. De presentatie is net als het oorspronkelijke programma in handen van Carlo Boszhard. Enkel een oud-kandidaat koos uiteindelijk een van de deelnemers om mee door te gaan buiten het programma om. De andere twee besloten zonder partner verder te gaan.

## Internationaal
Er zijn verschillende versies van dit programma gemaakt en uitgezonden in onder andere België, Frankrijk, Australië, het Verenigd Koninkrijk en de Verenigde Staten.

## Trivia
- Seizoen twee in 2017 was het eerste seizoen dat homo's zich op konden geven, van de vier koppels was er één koppel bestaande uit twee mannen.[18] In seizoen vijf in 2020 deed voor het eerst een stel mee bestaande uit twee vrouwen.[19]
- Het koppel dat in het eerste seizoen getrouwd bleef kregen in augustus 2019 samen een kind.[20] Diezelfde maand werd bekend dat het koppel dat samen bleef in seizoen twee ook een kind hebben en in verwachting zijn van een tweeling.[21]
- Trouwambtenaar Walter Vermeer overleed in 2021 op 49-jarige leeftijd.[22]
- In de seizoenen 3 t/m 6, 8 en 9 heeft dit programma geen blijvend getrouwde koppels opgeleverd.
- In seizoen 8 verliet voor het eerst een koppel voortijdig het programma. Martijn en Nicole kregen voortdurend ruzie met elkaar en besloten al na vier weken te scheiden. Ze werden vervangen door Patricia en Stephan.[23]
- In hetzelfde seizoen klapte ook het huwelijk tussen Wilfred en François voortijdig omdat François geen vlinders voelde, waarna Wilfred besloot er een punt achter te zetten. Hiermee zijn voor het eerst in één seizoen twee huwelijken voortijdig beëindigd.[24]
- Ook in seizoen 9 werden twee huwelijken voortijdig beëindigd. Dirk en Anneke kregen net als Martijn en Nicole in het vorige seizoen voortdurend ruzie met elkaar en nadat een goedmaakgesprek met expert Eveline geen soelaas bood besloot Anneke om de stekker uit het huwelijk te trekken. Anneke kreeg zelfs spijt dat ze ja zei tijdens het huwelijk. Ze was meer verliefd op het plaatje van en alle aandacht voor het huwelijk dan op Dirk. Ze besloten daarom ook de huwelijksreis op Madeira niet af te maken en voortijdig naar huis te gaan.[25][26] In hetzelfde seizoen klikte het ook niet tussen Malou en Sarath, waardoor ook zij na hun huwelijksreis in Fins Lapland besloten om hun trouwringen in te leveren.[27] Hiermee zijn in twee seizoenen in totaal vier huwelijken voortijdig beëindigd.
- In seizoen 10 ging het behoorlijk mis tijdens het Koppelsweekend. Drie huwelijken werden tijden dit weekend voortijdig beëindigd. Dennis trok na een ruzie met Stefan onverwachts de stekker uit het huwelijk en ook de huwelijken van Eva en Bram en Marcella en Bjorn klapten tijdens dit weekend.[28]